# Hatherton (Staffordshire)
Hatherton is een civil parish in het bestuurlijke gebied South Staffordshire, in het Engelse graafschap Staffordshire. In 2001 telde het civil parish 532 inwoners. Hatherton komt in het Domesday Book (1086) voor als 'Hargedone'.